# Thyellocerus fulgidipennis
Thyellocerus fulgidipennis is een keversoort uit de familie boktorren (Cerambycidae). De wetenschappelijke naam van de soort is voor het eerst geldig gepubliceerd in 1909 door Gounelle.